# Johann Jacob Dillenius
Johann Jacob Dillenius, detto anche Johannes Jacobus Dillenii (Darmstadt, 1684 – Oxford, 2 aprile 1747), è stato un botanico tedesco.

## Biografia
Si forma presso l'Università di Giessen.
È autore del trattato di botanica illustrato con suoi disegni dal titolo Catalogus Plantarum Sponte Circa Gissam Nascentium edito nel 1719 il cui originale è custodito presso l'università di Oxford assieme ad altri libri, manoscritti, collezioni e disegni. Numerose pubblicazioni dal titolo Ephemerides naturae curiosorum.

Su invito di William Sherard si trasferisce in Inghilterra presso l'università di Oxford e segue nel 1724 la pubblicazione di una nuova edizione di John Ray Synopsis Methodica Stirpium Britannicarum.

Nel 1732 pubblica Hortus Elthamensis, un catalogo di piante rare coltivate a Eltham, Londra nella tenuta del fratello minore di William Sherard: James Sherard. Per questo lavoro Dillenius esegue 324 tavole, descritte da Linnaeus, il quale trascorse un mese a Oxford nel 1736. Linneo gli ha dedicato la sua Critica botanica come opus botanicum quo absolutius mundus non vidit e in suo onore assegna il nome "Dillenia" a varie specie di alberi tropicali appartenenti alla famiglia delle Dilleniaceae.

Nel 1734 Dillenius fu nominato professore emerito di botanica a Oxford Sherardian, in conformità con le volontà testamentarie di William Sherard, che alla sua morte nel 1728, lasciò le 3000 libbre in dotazione alla cattedra universitaria di botanica, così come la sua biblioteca e l'erbario, il tutto a condizione che Dillenius fosse stato nominato il primo professore. Garante dell'assegnazione dell'appannaggio fu il fratello James Sherard.

Autore di Historia muscorum (1741), trattato di briologia: Studio dei muschi. Alla sua morte tutto il materiale ereditato e quello prodotto in seguito al suo operato è stato acquistato dal suo successore a Oxford, il dottor Humphrey Waldo Sibthorp, per poi passare definitivamente in possesso della Oxford University. Per un resoconto delle sue collezioni conservate a Oxford, si veda The Herbaria Dillenian di George Claridge Druce (Oxford, 1907).

## Opere
- Johann Jacob Dillenius, Dissertatio Inavgvralis Medica, de Peste[5], 1710.
- Johann Jacob Dillenius, Ephemerides naturae curiosorum[6], 1712, 1717, 1719, Raccolta di Pubblicazioni botaniche.
- Johann Jacob Dillenius, Catalogus Plantarum Sponte Circa Gissam Nascentium[7], 1719, Catalogo delle piante originarie di Giessen.
- Johann Jacob Dillenius, John Ray, William Sherard, Synopsis Methodica Stirpium Britannicarum, 1724, Riedizione riveduta e integrata.
- Johann Jacob Dillenius, Hortus Elthamensis, 1732, Vol. I°, II°, Catalogo di piante rare.
- Johann Jacob Dillenius, Historia muscorum, 1741, Trattato di briologia.